# Rakszawa (gmina)
Rakszawa – gmina wiejska w województwie podkarpackim, w powiecie łańcuckim. W latach 1975–76 i 1982–1998 gmina położona była w województwie rzeszowskim.
Siedziba gminy to Rakszawa.
Według danych z 30 czerwca 2004 gminę zamieszkiwało 7210 osób.
Przez gminę przebiegają szlaki turystyczne: niebieski (z Cierpisza do Nowej Sarzyny) i zielony (z Leżajska do Głogowa Młp.).

## Historia
Gmina Rakszawa została utworzona 1 stycznia 1973 roku w woj. rzeszowskim (powiat łańcucki). W jej skład weszły sołectwa: Rakszawa, Rakszawa-Kąty i Węgliska oraz obręb geodezyjny Wydrze.
1 czerwca 1975 roku gmina znalazła się w nowo utworzonym mniejszym woj. rzeszowskim.
2 lipca 1976 roku gmina została zniesiona przez połączenie z dotychczasową gminą Żołynia w nową gminę Żołynia.
Gminę Rakszawa 1 października 1982 o tym samym obszarze co w 1976 roku (sołectwa: Rakszawa, Węgliska i Wydrze), choć odmiennie wewnętrznie uszeregowanego (w 1976 roku Rakszawa-Kąty posiadały status sołectwa, a Wydrze miało status obrębu geodezyjnego).

## Struktura powierzchni
Według danych z roku 2002 gmina Rakszawa ma obszar 66,37 km², w tym:
- użytki rolne: 52%
- użytki leśne: 41%

Gmina stanowi 14,69% powierzchni powiatu.

## Demografia
Dane z 30 czerwca 2004:
| Opis                              | Ogółem | Ogółem | Kobiety | Kobiety | Mężczyźni | Mężczyźni |
| --------------------------------- | ------ | ------ | ------- | ------- | --------- | --------- |
| jednostka                         | osób   | %      | osób    | %       | osób      | %         |
| populacja                         | 7210   | 100    | 3721    | 51,6    | 3489      | 48,4      |
| gęstość zaludnienia (mieszk./km²) | 108,6  | 108,6  | 56,1    | 56,1    | 52,6      | 52,6      |

## Sołectwa
Rakszawa Kąty, Rakszawa Górna, Rakszawa Dolna, Węgliska, Wydrze.

## Sąsiednie gminy
Czarna, Leżajsk, Sokołów Małopolski, Żołynia